# Magyal Dongkar
Magyal Dongkar, död efter 797, var en tibetansk kejsarinna, gift med kejsar Trisong Detsen (regerade 755–797).
Under en tid av motsättningar mellan buddhismen och bonreligionen var hon anhängare av Bon. Efter debatten 792-794, som slutade med att buddhismen antogs som statsreligion, tvingades hon liksom hennes klan och anhängare formellt övergå till buddhismen. 
Hennes make efterträddes 797 av deras son kejsare Muné Tsenpo. Hon hamnade i konflikt med sin svärdotter och lät döda denna. Hon lät sedan mörda även sin son 799. Han ersattes då av hennes andre son kejsar Sadnalegs. 
Det är inte känt vad som skedde med henne efter denna. Hon nämns indirekt av hennes yngre son, som beklagade att omständigheterna kring hans trontillträde hade påverkats av onda andar. Det förmodas att änkekejsarinnans mord på sin äldre son bortförklarades med att hon hade begått mordet påverkad av onda andar, det vill säga under påverkan av sinnessjukdom. 